# Soto Shu
A Sōtō (曹洞宗; Japonês: Sōtō-shū, Chinês: Caodong-zong) é uma escola japonesa de Zen Budismo. Ela descende da escola chinesa Caodong, e foi levada ao Japão por Dogen Zenji (1200-1253). Atualmente, é a escola de Zen com maior presença no Ocidente.

## Características

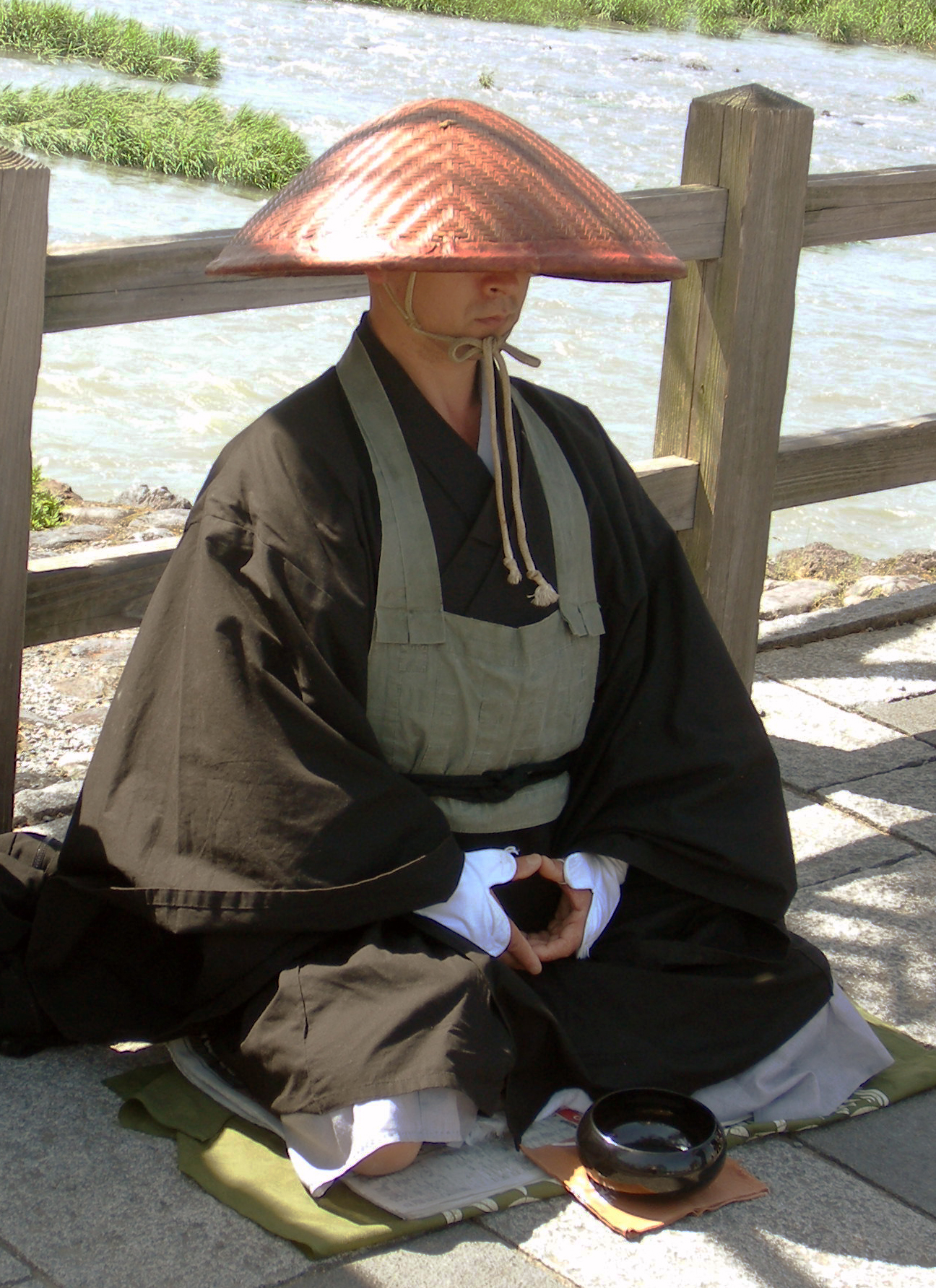
Monge Sōtō em Arashiyama, Kyoto

Com cerca de 15.000 templos e 7 milhões de seguidores (dados de 1989), a Soto é a maior escola de Zen do Japão, superando as escolas Rinzai, Obaku e Sanbo Kyodan.
Sua prática fundamental é a Shikantaza, um tipo de meditação Zen (zazen) que pretende levar o praticante ao esquecimento de si mesmo, chegando gradualmente ao que se poderia chamar de "pura experiência da realidade".
Os professores de Zen (senseis ou roshis) da escola Soto são monges que receberam a transmissão do Dharma, um reconhecimento conferido a eles depois de terem atingido um certo grau de realização e de terem servido em um monastério por vários anos. Com esse reconhecimento, os professores passam a integrar uma linhagem que tradicionalmente considera-se remontar a Siddhartha Gautama, o Buda histórico e fundador do Budismo.
Além de fazer cerimônias, ensinar e atender à comunidade, na escola Soto o os monges podem casar e constituir família.

## História
O estilo de prática da escola Soto tem suas raízes na obra do monge chinês Shih-t'ou Hsi-ch'ien-ch'ien (em japonês, Sekito Kisen, 700-790), fundador de um importante centro de prática na província chinesa de Hunan. Desse centro surgiram três escolas de Zen, dentre as quais a Caodong (em japonês, Soto), fundada por Tung-tung-shan Liang-chieh (807-69) na China. De lá, a Soto foi levada ao Japão por Eihei Dogen Zenji (1200-1253).

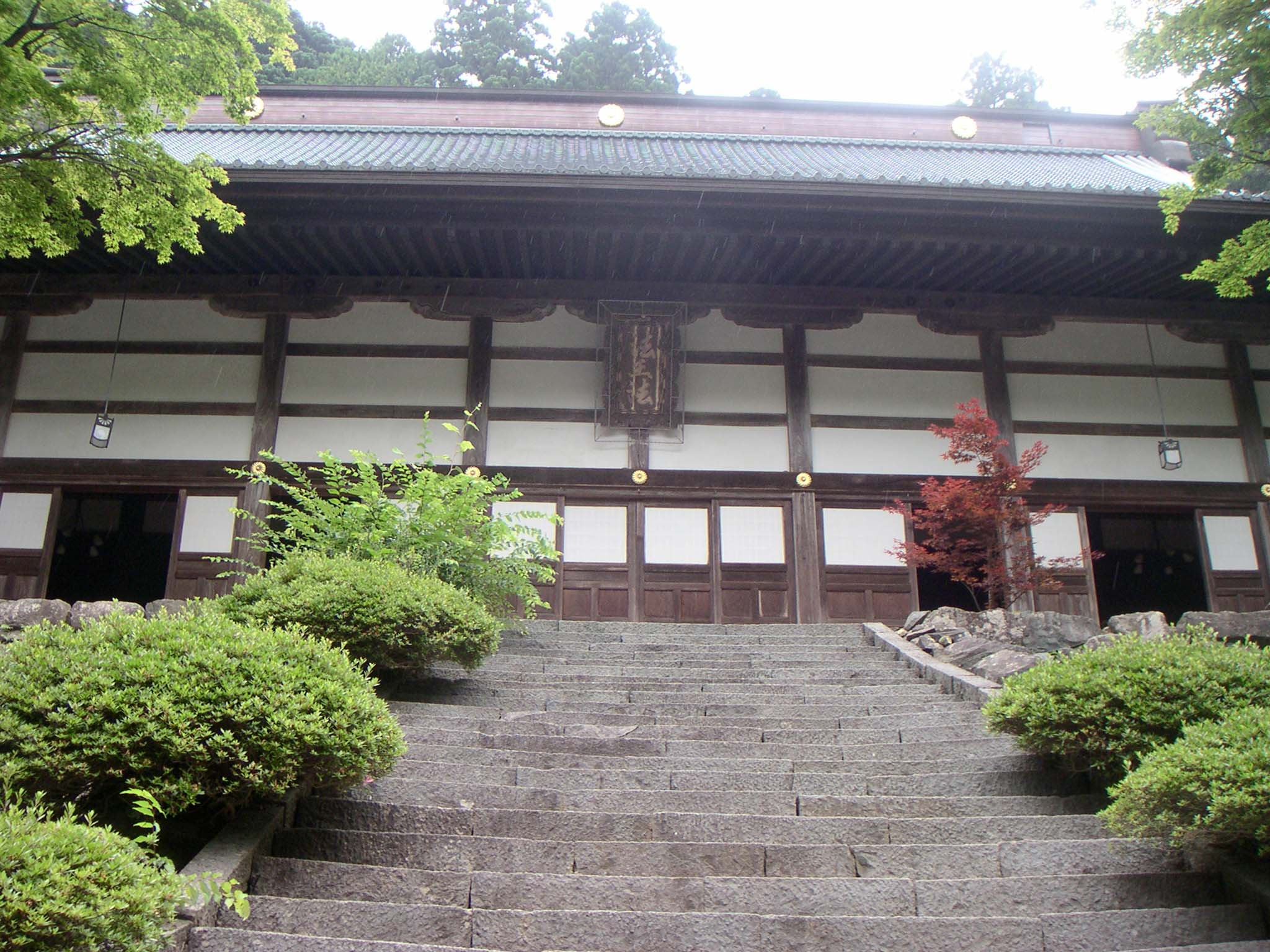
Templo Eiheiji

Através da história do Japão, a Soto teve grande aceitação entre as camadas mais populares (e mais numerosas) do Japão com sua prática meditativa de "apenas sentar-se" (Shikantaza), enquanto a escola Rinzai (a segunda maior), com suas práticas árduas de koans e artes marciais, ficou restrita a classes mais altas, como a dos samurais.
No século XX, com a imigração japonesa, monges da escola Soto foram enviados ao Ocidente para atender às colônias de imigrantes japoneses, resultando em seu estabelecimento e crescimento no Ocidente. Atualmente, é a escola de Zen com maior representatividade na Europa, América do Norte e América do Sul. No Brasil, em particular, todos os senseis (professores de Zen que receberam a transmissão do Dharma) em atividade são da escola Soto.

## Textos importantes

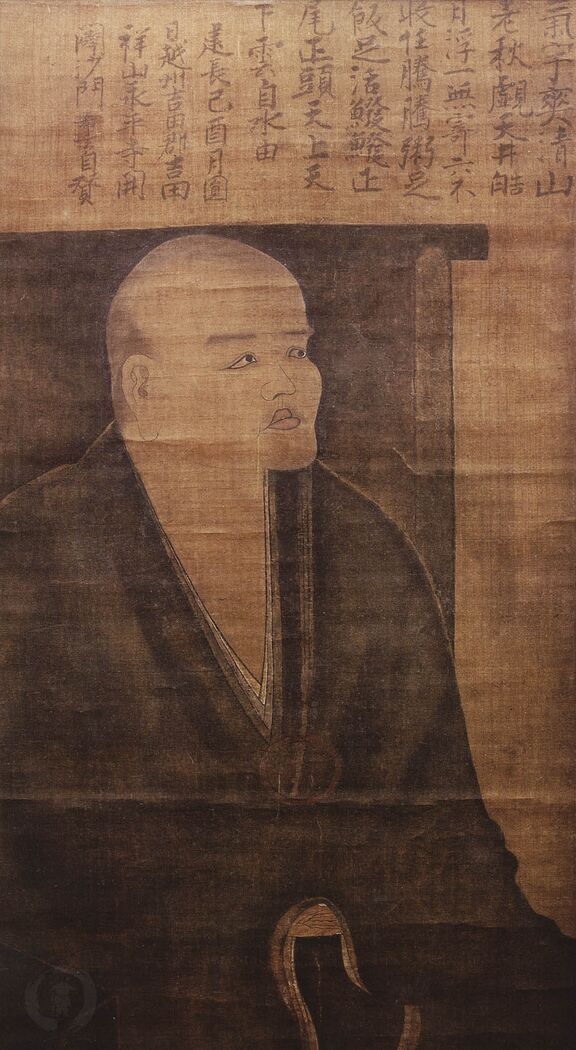
Dogen a contemplar a lua. Mosteiro de Hōkyōji, província de Fukui.

O poema "A harmonia entre Diferença e Igualdade" de Shih-t'ou Hsi-ch'ien (Sekito Kisen) é um importante texto antigo do Zen Budismo e é cantado nos templos Soto até os dias de hoje. Um dos poemas de Tung-shan Liang-chieh, fundador da seita Soto, "A canção da ciência do espelho de joias", também é entoado até hoje. Um outro grupo de seus poemas sobre as Cinco Posições do Absoluto e Relativo têm importância como koans na escola Rinzai. Outros textos tipicamente cantados em templos Soto incluem o Sutra do Coração (Hannyashingyō), e o Fukanzazengi (Instruções universalmente recomendades para Zazen)" de Dogen. Os ensinamentos de Dogen são caracterizados pela identificação da própria prática como iluminação, como podemos ver no Shōbōgenzō.